# My Immortal
"My Immortal" je treći singl s albuma Fallen rock sastava Evanescence. Po popularnosti pjesma se gotovo može mjeriti s uspjehom njihovog najvećeg hita "Bring Me to Life". Pjesmu "My Immortal" napisao je nekadašnji gitarist Evanescencea Ben Moody.
Pjesma je dospjela na sedmom mjestu u SAD-u i u Ujedinjenom Kraljevstvu, u Portugalu; u Kanadi na prvom mjestu i tamo se zadržao preko 20 tjedana u Top 5. U Australiji je to bio sedmi najprodavaniji singl 2004. godine.

Na početku 2009. godine je u SAD-u dobio zlatnu nakladu prodavši više od 500.000 primjeraka.

## Povijest
Pjesmu je napisao bivši gitarist Ben Moody, uz pomoć Amy Lee.
Postoji nekoliko verzija pjesme; na albumima Evanescence EP(demo verzija iz 1998. godine, koja sadrži malo drugačiji tekst), Origin (Amy Leemalo je promijenila tekst pjesme), Mystary EP (slična grupnoj verziji samo bez grupe) i Fallen.

## Glazbeni video
Video spot za "My Immortal" je sniman u Barceloni u crno-bijeloj tehnici. "My Immortal" je uz "Bring Me To Life" postao soundtrack za film Daredevil.

## Popis pjesama
Internacionalni CD singl
1. "My Immortal" (Band Version) - 4:33
2. "My Immortal" (Album Version) - 4:25
3. "My Immortal" (Live od Sessions @ Aol) - 3:08
4. "My Immortal" (Live od Cologne) - 4:15

## Top ljestvice
| Top ljestvice         | Najviša pozicija |
| --------------------- | ---------------- |
| Austrija              | 11               |
| Australija            | 4                |
| Danska                | 7                |
| Finska                | 9                |
| Francuska             | 11               |
| Italija               | 3                |
| Kanada                | 1                |
| Irska                 | 20               |
| Nizozemska            | 5                |
| Norveška              | 2                |
| Novi Zeland           | 2                |
| Švedska               | 9                |
| Švicarska             | 7                |
| UK                    | 7                |
| SAD Hot 100           | 7                |
| SAD Mainstream Top 40 | 2                |